# Marion Brunet
Marion Brunet (Vaucluse, 1976) è una scrittrice francese.

## Biografia
Nata nel 1976 nel dipartimento Vaucluse, vive e lavora a Marsiglia.
Dopo aver lavorato alcuni anni come insegnante di sostegno, ha esordito nella narrativa nel 2013 con il romanzo young adult Frangine sul tema dell'omofobia e da allora ha pubblicato romanzi per ragazzi e gialli per adulti (ancora inediti in Italia) vincendo importanti premi nelle rispettive categorie.

## Opere
- Frangine (2013)
- La Gueule du loup (2014)
- L'Ogre au pull vert moutarde (2014)
- L'Ogre au pull rose griotte (2015)
- Dans le désordre (2016)
- L'Ogre à poil(s) (2016)
- L'Été circulaire (2018)
- Sans foi ni loi (2019)
- Vanda (2020)
- Plein gris (2021)
- Katja (2021)
- Ce qu'elles ne savaient pas (2022)
- Nos armes (2024)
- Ilos (2024)

## Premi e riconoscimenti (parziale)

### Vincitrice
Grand prix de littérature policière
- 2018 con L'Été circulaire nella sezione "Miglior romanzo francese"[6]

Prix Baobab
- 2019 "Pépite d'Or" con Sans foi ni loi[7]

Premio SNCF du polar
- 2020 con L'Été circulaire[8]

Astrid Lindgren Memorial Award
- 2025 alla carriera[9]